# 静岡県道23号御殿場富士公園線
静岡県道23号御殿場富士公園線（しずおかけんどう23ごう ごてんばふじこうえんせん）は、静岡県御殿場市を通る県道（主要地方道）である。御殿場市内中心部から滝ヶ原地区へ向かう道であることから、滝ヶ原街道（たきがはらかいどう）とも呼ばれる。

## 概要
表富士周遊道路（富士山スカイライン）を構成する3つの静岡県道のうちの1つであり、御殿場市内と富士山方面を結ぶ。路線名の「富士公園線」とは、富士山周辺が富士箱根伊豆国立公園であることから付けられている。

### 路線データ
- 陸上距離 : 17.2 km
- 起点 : 御殿場市茱萸沢（ぐみ沢丸田交差点、国道246号・静岡県道153号御殿場停車場線交点）
- 終点 : 御殿場市中畑（静岡県道152号富士公園太郎坊線起点）

## 歴史
- 1954年（昭和29年）1月20日 - 建設省（現・国土交通省）が主要地方道に指定。
- 1955年（昭和30年） - 静岡県が路線認定。
- 1993年（平成5年）5月11日 - 建設省から、県道御殿場富士公園線が御殿場富士公園線として主要地方道に再指定される[1]。

## 地理

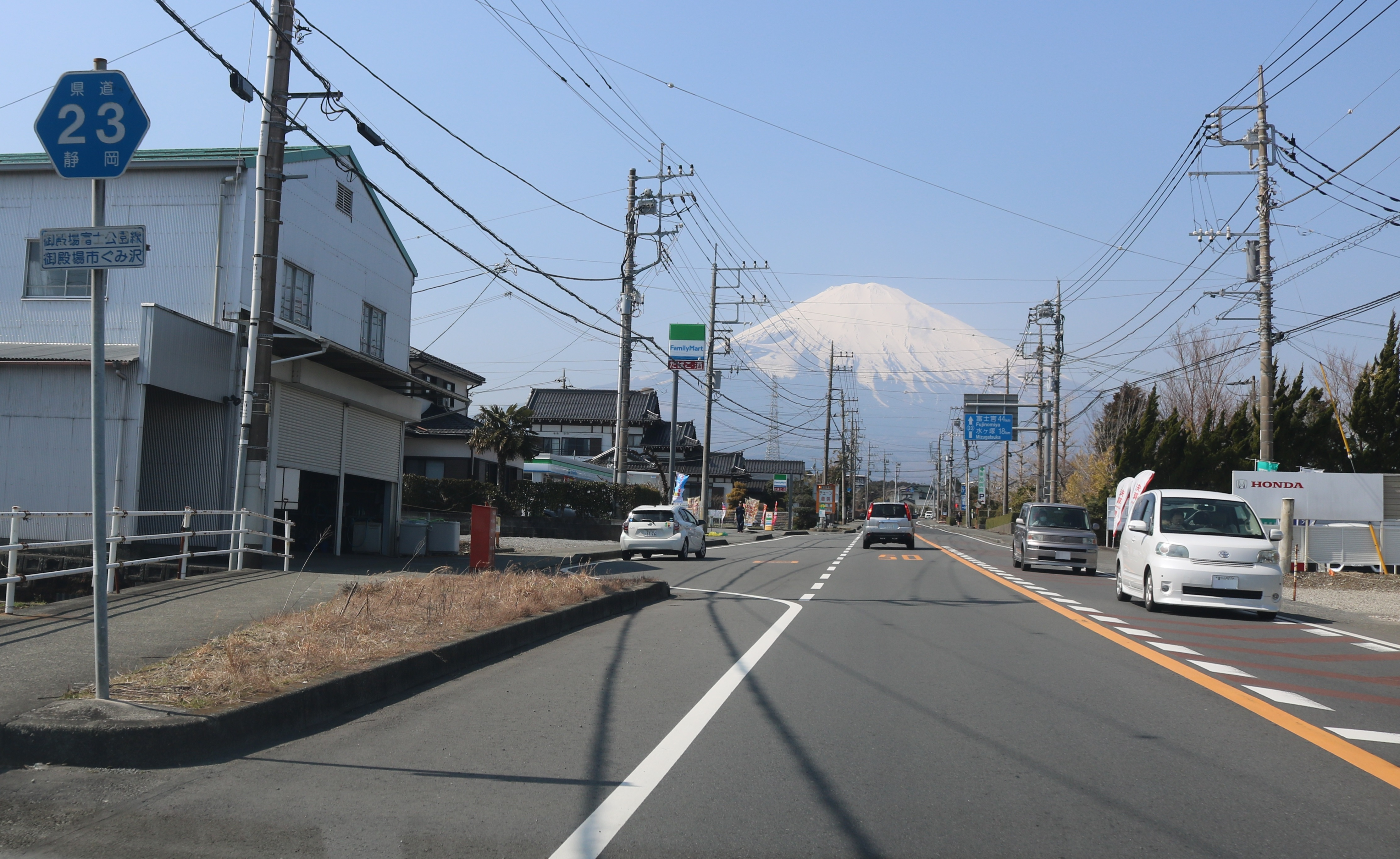
静岡県道23号御殿場富士公園線と富士山、御殿場市ぐみ沢

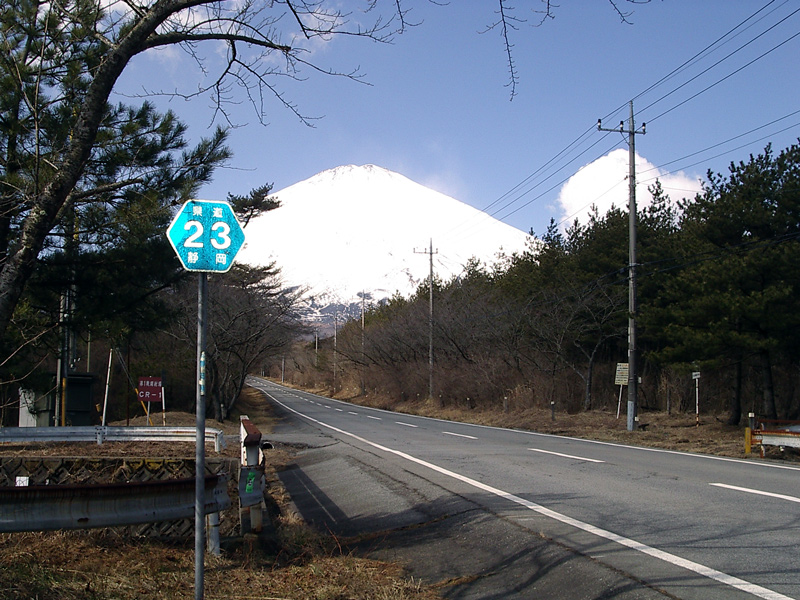
滝ヶ原駐屯地から富士山方向へ進んだ地点

### 通過する自治体
- 御殿場市

### 交差する道路
- 国道246号・静岡県道153号御殿場停車場線（御殿場市茱萸沢・ぐみ沢丸田交差点、起点）
- 国道469号（御殿場市萩原・玉穂支所入口交差点）
- 静岡県道155号滝ケ原富士岡線（御殿場市中畑・中畑交差点）
- 静岡県道152号富士公園太郎坊線（御殿場市中畑、終点）

### 沿線
滝ヶ原の集落より富士山側の地区は道沿いに陸上自衛隊東富士演習場が広がる。